# 로버트 크레이
로버트 크레이(영어: Robert Cray, 1953년 8월 1일~)는 미국의 블루스 기타리스트이자 가수이다. 그는 자신의 밴드를 이끌었고 다섯개의 그래미 어워드를 받았다.
한 음악 저널리스트는 "만약 당신이 느낌의 유연한 언어가 아닌 엄격한 범주의 구조에 의해 블루스를 정의한다면 로버트 크레이... 래리 가너, 조 워커와 제임스 암스트롱은 새롭고 예술적이지 않은 음악의 원천입니다."

## 생애
로버트 크레이는 1953년 8월 1일 조지아주 콜럼버스에서 태어났으며 그의 아버지는 포트 베닝에 있었다. 크레이의 음악적 시작은 그가 버지니아주 뉴포트뉴스에 있는 덴비 고등학교 학생이었을 때로 거슬러 올라간다. 그곳에 있는 동안, 그는 그의 첫번째 밴드인 "원 웨이 스트리트"에서 연주를 했다. 그의 가족은 결국 워싱턴주 터코마 지역에 정착했다. 그곳에서 그는 워싱턴주 레이크우드에 있는 레이크 고등학교에 다녔다.
20세가 되었을 때, 크레이는 그의 영웅 알버트 콜린스, 프레디 킹, 그리고 머디 워터스가 콘서트에 참여하는 것을 보고 자신만의 밴드를 결성하기로 결정했다. 그들은 서부에서 대학 도시를 연주하기 시작했다.

## 로버트 크레이 밴드

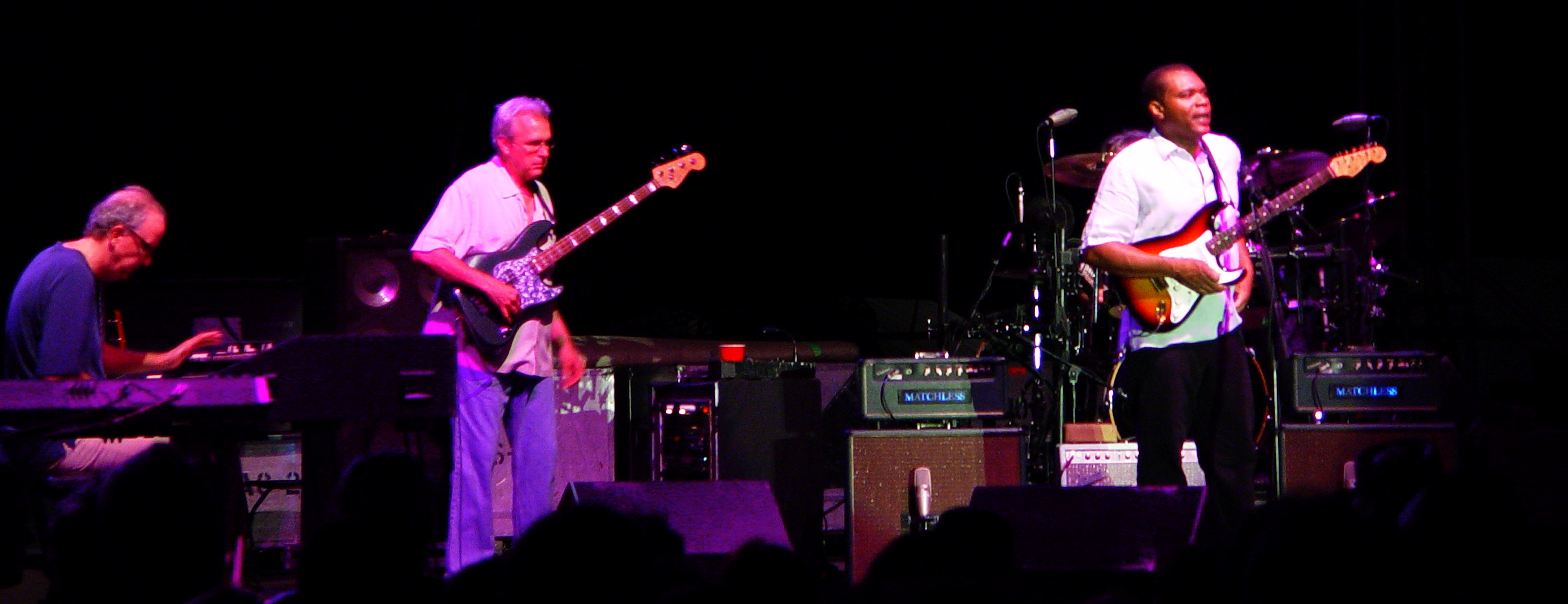
로버트 크레이 밴드

- 로버트 크레이 - 기타, 보컬
- 레스 팔코너 - 드럼
- 도버 와인버그 - 키보드
- 리처드 커즌 - 베이스

## 음반 목록

### 정규 음반
- 1980년 Who's Been Talkin'
- 1983년 Bad Influence
- 1985년 Showdown!
- 1986년 Strong Persuader
- 1990년 Midnight Stroll
- 1992년 I Was Warned
- 1993년 Shame + A Sin
- 1995년 Some Rainy Morning
- 1997년 Sweet Potato Pie
- 1999년 Take Your Shoes Off
- 2001년 Shoulda Been Home
- 2003년 Time Will Tell
- 2005년 Twenty
- 2009년 This Time
- 2010년 Cookin' in Mobile
- 2012년 Nothin But Love
- 2014년 In My Soul
- 2015년 4 Nights Of 40 Years Live
- 2017년 Robert Cray & Hi Rhythm

### 싱글 음반
- 1986년 Smoking Gun
- 1987년 I Guessed I Showed Her
- 1987년 Right Next Door (Because of Me)
- 1987년 Nothin' But A Woman
- 1988년 Don't Be Afraid of the Dark
- 1988년 Night Patrol
- 1989년 Acting This Way
- 1990년 Consequences
- 1990년 The Forecast (Calls for Pain)
- 1992년 Just a Loser
- 1993년 1040 Blues
- 1996년 Baby Lee (John Lee Hooker with Robert Cray)
- 2014년 You Move Me